# League Championship Series 2024
A League Championship Series 2024 ou LCS 2024 é a 12ª edição da liga norte americana profissional de esporte eletrônico em Arena de batalha multijogador em linha League of Legends. A temporada é dividida em duas etapas, Spring (Etapa de Primavera) e Summer (Etapa de Verão).
A Etapa de Primavera foi inaugurada no dia 20 de janeiro e encerrada no dia 31 de março de 2024, onde a Team Liquid foi a campeã vencendo a FlyQuest na final dos playoffs por 3–1.
Apenas a data de abertura da Etapa de Verão foi divulgada, sendo inaugurada no dia 15 de junho de 2024.

## Mudanças
Após a temporada de 2023, a TSM vendeu sua vaga na LCS para a Shopify Rebellion. Em novembro do mesmo ano, a Golden Guardians e a Evil Geniuses saíram da LCS,  já que o contrato de seu administrador terceirizado com a Riot Games foi rescindido. Sem equipes suficientes para preencher as dias vagas, a liga anunciou que iria continuar com apenas 8 equipes para a temporada 2024. A temporada de 2024 marca a primeira vez em que a LCS teve apenas 8 equipes para disputar o título.

## Equipes Participantes
| Equipe            | Títulos                                          | Última Campanha |
| ----------------- | ------------------------------------------------ | --------------- |
| 100 Thieves       | 2021-II                                          | 7º / 8º         |
| Cloud9            | 2013-II, 2014-I, 2020-I, 2021-I, 2022-II, 2023-I | 2º lugar        |
| Dignitas          |                                                  | 5ª / 6º         |
| FlyQuest          |                                                  | 9º lugar        |
| Immortals         |                                                  | 10º lugar       |
| NRG               | 2023-II                                          | Campeã          |
| Shopify Rebellion |                                                  |                 |
| Team Liquid       | 2018-I, 2018-II, 2019-I, 2019-II, 2024-I         | 3º lugar        |

## Etapa de Primavera

### Formato
- 8 equipes participam;
- Partidas de ida e volta;
- Partidas em MD1 (melhor de 1);
- 6 melhores colocados se classificam para os Playoffs:
  - Eliminação dupla;
  - 4 melhores colocados iniciam na Chave Superior;
  - 5º e 6º iniciam na Chave Inferior;
  - Partidas em MD5 (melhor de 5);
  - Campeão e vice-campeão se classificam para o Mid-Season Invitational 2024.

### Etapa Regular
| Pos. | Equipe            | V  | D  | Apr. | Seq. | Qualificação                                |
| ---- | ----------------- | -- | -- | ---- | ---- | ------------------------------------------- |
| 1    | FlyQuest          | 10 | 4  | 71%  | 2V   | Classifica para Chave Superior dos Playoffs |
| 2    | 100 Thieves       | 10 | 4  | 71%  | 3V   | Classifica para Chave Superior dos Playoffs |
| 3    | Cloud9            | 8  | 6  | 57%  | 1V   | Classifica para Chave Superior dos Playoffs |
| 4    | Team Liquid       | 7  | 7  | 50%  | 1V   | Classifica para Chave Superior dos Playoffs |
| 5    | NRG               | 6  | 8  | 43%  | 1D   | Classifica para Chave Inferior dos Playoffs |
| 6    | Dignitas          | 6  | 8  | 43%  | 3D   | Classifica para Chave Inferior dos Playoffs |
| 7    | Shopify Rebellion | 5  | 9  | 36%  | 2D   | Eliminado                                   |
| 8    | Immortals         | 4  | 10 | 29%  | 1D   | Eliminado                                   |

Fonte:LoL Esports

### Playoffs
|  |                                   |                                   |                                   |                             |                             |                             |                        |                        |                        |   |             |             |             |   |  |              |              |              |
|  | Semifinais - Chave Superior       | Semifinais - Chave Superior       | Semifinais - Chave Superior       |                             |                             | Final - Chave Superior      | Final - Chave Superior | Final - Chave Superior |                        |   |             |             |             |   |  | Grande Final | Grande Final | Grande Final |
|  | Semifinais - Chave Superior       | Semifinais - Chave Superior       | Semifinais - Chave Superior       |                             |                             | Final - Chave Superior      | Final - Chave Superior | Final - Chave Superior |                        |   |             |             |             |   |  | Grande Final | Grande Final | Grande Final |
|  |                                   |                                   |                                   |                             |                             |                             |                        |                        |                        |   |             |             |             |   |  |              |              |              |
|  |                                   |                                   |                                   |                             |                             |                             |                        |                        |                        |   |             |             |             |   |  |              |              |              |
|  | 1                                 | FlyQuest                          | 3                                 |                             |                             |                             |                        |                        |                        |   |             |             |             |   |  |              |              |              |
|  | 1                                 | FlyQuest                          | 3                                 |                             |                             |                             |                        |                        |                        |   |             |             |             |   |  |              |              |              |
|  | 4                                 | Team Liquid                       | 2                                 |                             |                             |                             |                        |                        |                        |   |             |             |             |   |  |              |              |              |
|  | 4                                 | Team Liquid                       | 2                                 |                             |                             | FlyQuest                    | FlyQuest               | 3                      |                        |   |             |             |             |   |  |              |              |              |
|  |                                   |                                   |                                   |                             |                             | FlyQuest                    | FlyQuest               | 3                      |                        |   |             |             |             |   |  |              |              |              |
|  |                                   |                                   | Cloud9                            | Cloud9                      | 0                           |                             |                        |                        |                        |   |             |             |             |   |  |              |              |              |
|  | 2                                 | 100 Thieves                       | Cloud9                            | Cloud9                      | 0                           | 0                           |                        |                        |                        |   |             |             |             |   |  |              |              |              |
|  | 2                                 | 100 Thieves                       |                                   |                             |                             |                             |                        |                        |                        |   |             |             |             |   |  |              |              |              |
|  | 3                                 | Cloud9                            | 3                                 |                             |                             |                             |                        |                        |                        |   |             |             |             |   |  |              |              |              |
|  | 3                                 | Cloud9                            | 3                                 |                             |                             |                             |                        |                        |                        |   |             |             |             |   |  |              |              |              |
|  |                                   |                                   |                                   | FlyQuest                    | FlyQuest                    | 1                           |                        |                        |                        |   |             |             |             |   |  |              |              |              |
|  |                                   |                                   |                                   | FlyQuest                    | FlyQuest                    | 1                           |                        |                        |                        |   |             |             |             |   |  |              |              |              |
|  | Quartas de final - Chave Inferior | Quartas de final - Chave Inferior | Quartas de final - Chave Inferior | Semifinais - Chave Inferior | Semifinais - Chave Inferior | Semifinais - Chave Inferior | Final - Chave Inferior | Final - Chave Inferior | Final - Chave Inferior |   |             | Team Liquid | Team Liquid | 3 |  |              |              |              |
|  | Quartas de final - Chave Inferior | Quartas de final - Chave Inferior | Quartas de final - Chave Inferior | Semifinais - Chave Inferior | Semifinais - Chave Inferior | Semifinais - Chave Inferior | Final - Chave Inferior | Final - Chave Inferior | Final - Chave Inferior |   |             | Team Liquid | Team Liquid | 3 |  |              |              |              |
|  |                                   |                                   |                                   |                             |                             |                             |                        |                        |                        |   |             |             |             |   |  |              |              |              |
|  |                                   |                                   |                                   |                             |                             |                             |                        |                        |                        |   |             |             |             |   |  |              |              |              |
|  |                                   | 100 Thieves                       | 3                                 |                             |                             |                             |                        |                        |                        |   |             |             |             |   |  |              |              |              |
|  |                                   | 100 Thieves                       | 3                                 |                             |                             |                             |                        | Cloud9                 | Cloud9                 | 0 |             |             |             |   |  |              |              |              |
|  | 5                                 | NRG Esports                       | 2                                 |                             |                             |                             |                        | Cloud9                 | Cloud9                 | 0 |             |             |             |   |  |              |              |              |
|  | 5                                 | NRG Esports                       | 2                                 |                             |                             | 100 Thieves                 | 100 Thieves            | 1                      |                        |   | Team Liquid | Team Liquid | 3           |   |  |              |              |              |
|  |                                   |                                   |                                   |                             |                             | 100 Thieves                 | 100 Thieves            | 1                      |                        |   | Team Liquid | Team Liquid | 3           |   |  |              |              |              |
|  |                                   |                                   | Team Liquid                       | Team Liquid                 | 3                           |                             |                        |                        |                        |   |             |             |             |   |  |              |              |              |
|  |                                   | Team Liquid                       | Team Liquid                       | Team Liquid                 | 3                           | 3                           |                        |                        |                        |   |             |             |             |   |  |              |              |              |
|  |                                   | Team Liquid                       |                                   |                             |                             |                             |                        |                        |                        |   |             |             |             |   |  |              |              |              |
|  | 6                                 | Dignitas                          | 0                                 |                             |                             |                             |                        |                        |                        |   |             |             |             |   |  |              |              |              |
|  | 6                                 | Dignitas                          | 0                                 |                             |                             |                             |                        |                        |                        |   |             |             |             |   |  |              |              |              |